# شهرستان تیاندونگ
شهرستان تیاندونگ (به لاتین: Tiandong County) یک شهرستان‌های جمهوری خلق چین در چین است که در بایسه واقع شده‌است.
 شهرستان تیاندونگ ۲٬۸۱۶ کیلومتر مربع مساحت و ۴۱۱٬۵۰۰ نفر جمعیت دارد.